# Jorge Cerino
Jorge Roberto Cerino (Buenos Aires, Argentina, 28 de abril de 1971) es un exfutbolista argentino. Jugaba de delantero y militó en diversos clubes de Argentina, Chile, Perú, Ecuador y Canadá.
En el 2015 fue técnico interino de Coquimbo Unido.

## Clubes
| Club                        | País      | Año       |
| --------------------------- | --------- | --------- |
| Newell's Old Boys           | Argentina | 1991-1992 |
| Atlético Tucumán            | Argentina | 1992-1993 |
| Coquimbo Unido              | Chile     | 1993-1994 |
| Liga de Quito               | Ecuador   | 1995      |
| Coquimbo Unido              | Chile     | 1995-1996 |
| Deportes La Serena          | Chile     | 1997-1998 |
| Unión Española              | Chile     | 1999      |
| Santiago Morning            | Chile     | 2000      |
| Coquimbo Unido              | Chile     | 2001      |
| Santiago Morning            | Chile     | 2002      |
| Cienciano                   | Perú      | 2003      |
| Sherbrooke                  | Canadá    | 2003-2005 |
| La Emilia                   | Argentina | 2005-2006 |
| Juventud Unida Gualeguaychú | Argentina | 2006      |
| Deportivo Maipú             | Argentina | 2007      |
| Coquimbo Unido              | Chile     | 2008-2009 |

## Palmarés

### Campeonatos nacionales
| Título    | Club           | País  | Año  |
| --------- | -------------- | ----- | ---- |
| Primera B | Unión Española | Chile | 1999 |